# Bill Kouélany
Bill Kouélany (* 31. Oktober 1965 in Brazzaville) ist eine kongolesische Künstlerin, Schriftstellerin und Bühnenbildnerin und -autorin. Kouélany nahm 2007 mit einer Installation an der documenta 12 in Kassel teil. Sie lebt in Brazzaville.